# Giulio Caprin
Giulio Caprin (Trieste, 22 marzo 1880 – Firenze, 17 agosto 1958) è stato un giornalista, saggista, poeta e narratore italiano, pubblicò più di trenta libri presso editori nazionali quali Treves, Mondadori, Garzanti, Vallecchi.

## Biografia
Nato da genitori triestini, si trasferì con la famiglia in un paese nei dintorni di Firenze nel 1888. Si laureò in lettere all'Istituto di Studi Superiori di Firenze, con una tesi sul teatro. Insegnò lettere prima a Firenze nel Convitto Domengé-Rossi, quindi al Cicognini di Prato e all'Istituto Commerciale di Firenze.
A partire dal 1907 collaborò con la casa editrice Il Marzocco e con le riviste Emporium, L'Illustrazione Italiana (adottando lo pseudonimo di Simplicius), e La Lettura.
Interventista, scrisse alcuni pamphlet che sollecitavano l'ingresso in guerra dell'Italia. Fu sottotenente dell'Esercito Italiano, interprete presso il comando del VI corpo d'Armata a Cormons. Nel 1917-18  Giuseppe Antonio Borgese lo chiamò prima a Ginevra e poi a Berna, dove collaborò come giornalista alle iniziative politiche del Governo Italiano. Dal 1919 al 1942 fu redattore addetto alla politica estera e alla cultura al Corriere della Sera: inviato a Ginevra presso la Società delle Nazioni, a Parigi, Londra.
Firmò nel 1926 il Manifesto di Benedetto Croce degli intellettuali antifascisti e collaborò per breve tempo al Caffè. Si firmò spesso con lo pseudonimo Pànfilo, firma anche questa molto nota a quel tempo.
Rientrato a Firenze nel 1942, abitò nella villa Santa Maria a Soffiano, di cui scrisse nel suo libro Villa al Fronte. Dopo la guerra, fu redattore capo del Nuovo Corriere di Firenze, organo fiorentino del Comitato di Liberazione, e poi Direttore de La Nazione di Firenze dal 1947 al 1950.

## Opere principali
- Storie di Poveri Diavoli, Milano, 1910 (Racconti)
- Storie di Uomini e di Fantasmi, Milano, 1934 (Racconti)
- Quirina e Floriana. Due donne per un Poeta, Milano 1931 (Racconto nella Storia)
- Donna più che Donna, Milano 1943 (Racconto nella Storia)
- Terre e Cieli, Milano 1933 (Taccuini di Viaggio)
- Giorni e Notti, Milano, 1941 (Taccuini di Viaggio)
- Reviviscenze, Bologna, 1957 (Racconti)
- Villa al Fronte, Milano, 1946
- L'Ora di Trieste, Firenze, 1914 (Saggio)
- La Grande Guerra (1914-1918), Milano, 1938 (Saggio)
- Un Ospite della Vita, Firenze, 1953, (Poesie)
- Età, Firenze, 1955, (Poesie)